# シリウスの心臓
「シリウスの心臓」（シリウスのしんぞう）は、 2020年12月26日にYouTube上で公開されたバーチャルアーティストヰ世界情緒の楽曲である。2021年12月8日にKAMITSUBAKI RECORDからリリースされた 1st フルアルバム『創生』に収録されている。ヰ世界情緒の代表曲とされる。

## 概要
本楽曲は2020年12月26日、YouTube Liveにて無料配信されたカバーストリーミングライブ『キャンディライブ』にて初披露された。ミュージックビデオは同日、ライブ後にYouTubeにて公開された。
作詞・作曲・編曲はいずれも傘村トータが行った。ミュージックビデオはUDON (VIXI) が制作し、Mixは＄ＫＩＹＡＫＩ＄ＫＩが担当した。
歌詞の一部がモールス信号（・・ ・ー・・ ーーー ・・・ー ・ ー・ーー ーーー ・・ー）となっており、「ツー・ト・ト」と高音で繰り返されるのが特徴的である。モールス信号を使い遠い星に向けてメッセージを放っていくラブソングであり、SF性の強いバラード曲となっている。

## 収録アルバム
アルバム音源としては、2021年12月8日にリリースされたヰ世界情緒 1st アルバム『創生』に収録された。KAMITSUBAKI RECORDから2022年12月30日にリリースされたコンピレーションアルバム『KAMITSUBAKI STUDIO SAMPLER Vol. 1』にも最終曲として16曲目に収録された。
ほかにも、下記のライブが映像化・音源化したBlu-ray・CD作品にも収録されている。これまで2021年3月31日に発売されたヰ世界情緒 Cover Live Album『CANDY LIVE』、2022年7月13日に発売された「ヰ世界情緒 1st ONE-MAN LIVE『Anima」』、2022年5月8日から受注生産された『V.W.P 1st ONE-MAN LIVE「魔女集会&現象」』、2022年11月23日に発売された『理芽× ヰ世界情緒 TWO-MAN LIVE「Singularity Live」』、2024年10月23日に発売された『ヰ世界情緒 2nd ONE-MAN LIVE「Anima Ⅱ -神椿市参番街-」』、2025年3月19日に発売された『ヰ世界情緒 3rd ONE-MAN LIVE「Anima III」』がリリースされている。
また、本楽曲を奏でる木製オルゴールが発売されている。

## ライブでの演奏
本楽曲は2020年12月26日に開催されたヰ世界情緒 STREAMING COVER LIVE 「キャンディライブ」の終盤、26曲目に初披露され、その後もライブやイベントにてたびたび演奏されている。
2021年10月24日に開催された『ヰ世界情緒 1st ONE-MAN LIVE「Anima」』では、エンドロール前の最終曲（18曲目）として演奏された。「Anima」終演後はTwitterにおいて「シリウスの心臓」がトレンドに上がった。2022年4月15日に豊洲PITで開催された『V.W.P 1st ONE-MAN LIVE「現象」』の「魔女集会」JOINT LIVE では、ヰ世界情緒パートの最終曲として演奏された。2022年7月17日に開催された配信ライブ「理芽×ヰ世界情緒 TWO-MAN LIVE〈Singularity Live〉」では、ヰ世界情緒パートの7曲目に演奏された。この際の映像は「ヰ世界情緒 #29「シリウスの心臓」【from TWO-MAN LIVE「Singularity Live」】」としてYouTube上に公開されている。2023年6月18日に開催された配信ライブ『ヰ世界情緒 2nd ONE-MAN LIVE「Anima II -神椿市参番街-」』でも9曲目に演奏された。2024年8月7日にパシフィコ横浜で開催された『ヰ世界情緒 3rd ONE-MAN LIVE「Anima III」』では、ライブ中盤である12曲目に演奏された。この際の演出では、モールス信号がバックスクリーンに映し出された。バンドにはストリングスも用いられ、その世界観が描き出された。
外部主催のライブイベントでは、2021年7月3日に開催された Virtual Music Award 2021 Summer に参加した際に披露され、V.W.Pのメンバーである春猿火とともに歌唱した。2023年6月10日に配信された日本テレビの『MUSIC VERSE LIVE』#002 では、「そして白に還る」「かたちなきもの」とともに演奏された。2023年7月29日のライブイベント「バズリズム LIVE V 2023」に出演した際には、「キミ消失セカイ」とともに披露された。ライブの映像のうち本楽曲はテレビ番組『バズリズム02』2023年8月11日放送回で紹介された。2024年6月9日にパシフィコ横浜で開催された日本テレビ主催のフェスイベント「MUSIC VERSE Fes.」に参加した際には「そして白に還る」「描き続けた君へ」とともに披露された。

## 反響と評価
ヰ世界情緒の楽曲中で最も再生されている楽曲であり、YouTubeのMVでは2021年3月17日に100万再生、同年7月27日に200万再生を突破した。2021年10月24日時点では250万、同年12月9日時点で300万、2022年7月18日時点で390万、同年11月9日時点で400万、2023年11月6日時点で500万、2025年5月14日時点では600万再生を突破している。「バズリズム LIVE V 2023」でのパフォーマンスではバカリズムからは「歌詞がモールス信号って変わっている」と驚きを持って言及されている。
2020年に開催された第3回「Vtuber楽曲大賞」では、楽曲部門40位にランクインした。また、カラオケDAMでは、2024年上半期ランキングで89位にランクインしている。
現在は非公開ながら、CeVIO AIの星界歌唱バージョンも公開されていた。

### ラジオでの放送
ヰ世界情緒がMCを務めるFm yokohamaのラジオ番組「ヰ世界らじおプラネット」では、2023年4月5日オンエア回などで放送されている。2025年5月17日に放送されたNHKのラジオ番組『ぶいあーる!〜VTuberの音楽Radio』では、助っ人としてMCを務めたしぐれういからのリクエスト曲として本楽曲が放送された。

### ゲームへの収録
2024年に発売されたリズムゲーム「神椿市協奏中。」には、発売当初からの初期楽曲として収録されている。